# Isaac Bonga
Isaac Evolue Etue Bofenda Bonga (Neuwied, 8 de novembro de 1999) é um jogador alemão de basquete profissional que atualmente joga no Toronto Raptors da National Basketball Association (NBA) e no Raptors 905 da G-League.
Ele começou sua carreira profissional no Skyliners Frankfurt da Basketball Bundesliga (BBL) e foi selecionado pelo Philadelphia 76ers como a 39º escolha geral e foi imediatamente negociado com o Los Angeles Lakers no draft da NBA de 2018.

## Vida pregressa
Bonga nasceu em Neuwied, Alemanha, de pais originalmente da República Democrática do Congo. Seu pai emigrou para a Alemanha no início dos anos 1990 com planos de se mudar para o Canadá, mas ele ficou no país e começou a morar em Frankfurt e depois em Koblenz. O irmão mais velho de Bonga, Tarsis, joga futebol no VfL Bochum, enquanto seu irmão mais novo, Joshua, também joga basquete.
Aos sete anos, Bonga começou a jogar streetball em Neuwied e, dois anos depois, ingressou no clube local.

## Carreira amadora
Bonga é um produto das categorias de base do Post SV Koblenz e registrou seus primeiros minutos no basquete sênior durante a temporada de 2014-15, quando competiu na quinta divisão da Alemanha com o SG Lützel-Post Koblenz. Depois de vencer o campeonato com a equipe e ganhar uma promoção para a quarta divisão (Regionalliga), ele atuou em 24 jogos durante a temporada de 2015-16 e teve médias de 5,9 pontos, 2,8 rebotes e 2 assistências. Ele também representou o time sub-19 do Eintracht Frankfurt, na divisão júnior da Alemanha, a NBBL.

## Carreira profissional

### Skyliners Frankfurt (2016–2018)
Em junho de 2016, Bonga assinou um contrato de quatro anos com o Skyliners Frankfurt da Basketball Bundesliga. Ele foi convidado para o acampamento NBA Top 100 em Charlottesville, Virgínia, no mesmo mês. Bonga foi uma das principais promessas europeias a serem escolhidas para participar do Acampamento Basquetebol sem Frontreiras Europa 2016 em Helsinque em setembro de 2016.

### Los Angeles Lakers (2018–2019)
Em 1º de maio de 2017, Bonga assinou com os agentes Jason Ranne e Thad Foucher para entrar no draft da NBA de 2018. Ele entrou no draft como um dos 54 jogadores internacionais a entrar no draft daquele ano.
Em 21 de junho de 2018, Bonga foi selecionado como a 39ª escolha geral no draft de 2018 pelo Philadelphia 76ers. Em 6 de julho, o Los Angeles Lakers adquiriu oficialmente Bonga em uma troca envolvendo uma escolha da segunda rodada de 2019 e considerações em dinheiro. Após a aquisição, ele assinou um contrato de 3 anos e 4 milhões com o Lakers.
Ele foi designado para o South Bay Lakers da D-League em 22 de outubro, depois de ter jogado em competições de pré-temporada pelo Los Angeles Lakers. Em sua estreia na G-League em 3 de novembro, Bonga marcou 27 pontos na derrota por 108-106 para o Stockton Kings.
Em 7 de dezembro de 2018, ele fez sua estreia na NBA  jogando um minuto e sete segundos contra o San Antonio Spurs. Bonga jogou em 22 jogos em sua temporada de estreia na NBA e teve médias de 0,9 pontos e 1,1 rebotes. Na G League, ele jogou em 31 jogos e registrou média de 11,9 pontos.

### Washington Wizards (2019–2021)
Em 5 de julho de 2019, Bonga foi negociado com o Washington Wizards em uma troca de três equipes. Com os Wizards, ele teve médias de 5 pontos, 3,4 rebotes e 1,2 assistências em sua primeira temporada (2019-20). Na temporada de 2020-21, ele teve médias de 2 pontos, 1,7 rebotes e 0,6 assistências.

### Toronto Raptors (2021–presente)
Bonga assinou com o Toronto Raptors como agente livre em 12 de agosto de 2021.

## Estatísticas da carreira

### NBA

#### Temporada regular
| Ano      | Equipe      | PJ  | PT | MPJ  | AP   | 3P   | LL   | RT  | AS  | BR | TO | PPJ |
| -------- | ----------- | --- | -- | ---- | ---- | ---- | ---- | --- | --- | -- | -- | --- |
| 2018–19  | L.A. Lakers | 22  | 0  | 5.5  | .152 | .000 | .600 | 1.1 | .7  | .4 | .2 | .9  |
| 2019–20  | Washington  | 66  | 49 | 18.9 | .504 | .352 | .812 | 3.4 | 1.2 | .7 | .3 | 5.0 |
| 2020–21  | Washington  | 40  | 8  | 10.8 | .370 | .277 | .625 | 1.7 | .6  | .3 | .2 | 2.0 |
| Carreira | Carreira    | 128 | 57 | 11.7 | .342 | .209 | .678 | 2.0 | .8  | .4 | .2 | 2.6 |

#### Playoffs
| Ano  | Equipe     | PJ | PT | MPJ | AP   | 3P   | LL | RT | AS | BR | TO | PPJ |
| ---- | ---------- | -- | -- | --- | ---- | ---- | -- | -- | -- | -- | -- | --- |
| 2021 | Washington | 4  | 0  | 2.5 | .000 | .000 | —  | .0 | .0 | .0 | .3 | .0  |

Fonte:

## Carreira na seleção

### Seleções de base
Bonga jogou no EuroBasket Sub-16 de 2014 e de 2015 pela seleção alemã. Em 2017, ele participou da Campeonato Mundial de Basquetebol Sub-19 de 2017 e teve média de 6,6 pontos em sete partidas.

### Seleção principal
Em novembro de 2017, ele foi convocado para a Seleção Alemã, pela primeira vez em sua carreira, para participar das eliminatórias para a Copa do Mundo de 2019. Com 18 anos e três meses, ele fez sua estreia na seleção principal alemã em um jogo das eliminatórias da Copa do Mundo contra a Sérvia, tornando-se o jogador alemão mais jovem a jogar pela seleção principal em 40 anos.
Bonga jogou pela Alemanha nos Jogos Olímpicos de Verão de 2020 em Tóquio. Em quatro jogos, ele teve médias de 8 pontos, 4,8 rebotes e 2,5 assistências.

## Prêmios e homenagens
- Seleção da Alemanha:
  - FIBA World Championship:
    -  Medalha de Ouro 2023